# Cascara sagrada
Cascara sagrada ist ein Extrakt aus der Rinde von Frangula purshiana (Syn.: Rhamnus purshiana), einer Art aus der Gattung der Faulbäume. Die Pflanze gehört zur Familie der Kreuzdorngewächse (Rhamnaceae) und wächst an der nordwestlichen Pazifikküste Amerikas. Der Baum wird auch als Amerikanischer Faulbaum bezeichnet. Die Rinde enthält Anthron und Anthraol. Diese Wirkstoffe oxidieren zu Anthrachinonen, welche als Tee, Kapsel, Pulver, Tablette oder Granulat eingenommen als Abführmittel wirken.

## Herkunft und Geschichte
Verschiedene Indianerstämme nutzten die Rinde und daraus hergestellte Extrakte. Die spanischen Eroberer übernahmen den Extrakt und nannten es heilige Rinde, auf Spanisch Cascara sagrada.
Die europäischen Siedler in Amerika übernahmen den Extrakt bald. 1877 erschien es zum ersten Mal im Angebot einer pharmazeutischen Firma: Eli Lilly & Co. boten ein Elixir purgans an, das Cascara zusammen mit anderen abführend wirkenden Substanzen enthielt.

## Heutige Verwendung
Cascara sagrada ist auch heute noch ein häufig verwendetes Laxans mit einer Positiv-Monographie der Kommission E, ESCOP und WHO. Da der Extrakt relativ schwach wirksam ist, wird Cascara sagrada meist in Kombination mit anderen Abführmitteln angeboten.
Wegen seines stark bitteren Geschmacks fand es auch Verwendung in der Kindererziehung: Die Fingerkuppen wurden mit Cascara-sagrada-Extrakt eingepinselt, um die Kinder vom Fingernägelkauen abzuhalten.

## Zubereitung
Die Rinde muss vor ihrer Verwendung sorgfältig zubereitet werden, weil der rohe Extrakt den Magen-Darm-Trakt stark reizt. Ein Auszug aus unbehandelter Rinde würde zu starkem Erbrechen und Bauchkrämpfen führen.
Aus diesem Grund muss die Rinde für mindestens ein Jahr eingelegt oder zumindest erhitzt und getrocknet werden, bis sie zur Herstellung des Extrakts tauglich ist.

## Anwendung, Nebenwirkungen
Cascara-sagrada-Extrakte können verwendet werden
- zur Erleichterung einer milden Obstipation
- zur unterstützenden Behandlung bei Hämorrhoiden-Beschwerden und Analfissuren.

Allen Abführmitteln auf der Basis von Anthrachinonen ist als Nebenwirkung eigen, dass sie die Darmschleimhaut schwarz färben. Die langfristige oder regelmäßige Einnahme von Abführmitteln kann zu Kaliummangel führen; dies wiederum kann sich ungünstig auswirken, wenn man digitalishaltige Arzneimittel einnimmt oder an Herzrhythmusstörungen leidet. Vorsicht ist auch geboten, wenn man zusätzlich Arzneimittel nimmt, die die Wasserausscheidung fördern (Diuretika), da sie den Kaliummangel verstärken und somit beispielsweise lebensgefährliche Herzrhythmusstörungen auslösen können.
Der langfristige Gebrauch von Abführmitteln kann zu chronischer Verarmung des Körpers an lebenswichtigen Mineralien führen. Es können chronischer Durchfall (Diarrhoe) oder Schwäche auftreten. Regelmäßiger Gebrauch von Cascara sagrada wie auch anderer Abführmittel kann zu psychischer Abhängigkeit führen.
Vor der Einnahme eines Cascara-sagrada-haltigen Abführmittels sollte am besten der Arzt oder Apotheker gefragt und der Beipackzettel gelesen werden. Weitere Informationen findet man auch im Artikel zu Abführmitteln.